# إيفان سيغل
إيفان سيغل (بالإنجليزية: Evan Siegel) هو رياضياتي ومترجم أمريكي، ولد في 1954.

## وصلات خارجية
- الموقع الرسمي